# هریسون مانزالا
هریسون مانزالا (انگلیسی: Harrison Manzala؛ زادهٔ ۶ مارس ۱۹۹۴) بازیکن فوتبال اهل جمهوری دموکراتیک کنگو است.
از باشگاه‌هایی که در آن بازی کرده‌است می‌توان به باشگاه فوتبال آنژه، باشگاه فوتبال باستیا، باشگاه فوتبال لو آور، و باشگاه فوتبال لو مان اشاره کرد.
وی همچنین در تیم ملی فوتبال DR Congo U20 بازی کرده‌است.